# De Vaux
De Vaux war eine US-amerikanische Automarke. Eine andere Quelle schreibt DeVaux ohne Leerstelle.

## Markengeschichte
Die Marke geht zurück auf Norman de Vaux und Elbert J. Hall. 1930 gründeten sie gemeinsam ein Unternehmen zur Herstellung von Automobilen. Zur Firmierung gibt es unterschiedliche Angaben: De Vaux-Hall Motors Corporation, DeVaux-Hall Motor Car Corporation, DeVaux-Hall Motor Corporation und De Vaux-Hall Motors Company. Der Unternehmenssitz sowie ein Werk waren in Grand Rapids im US-Bundesstaat Michigan. Ein zweites Werk befand sich in Oakland in Kalifornien. Anfang 1931 wurden die ersten Fahrzeuge auf den Automobilausstellungen in New York City und Chicago präsentiert. Im April 1931 begann die Serienproduktion. Im Kalenderjahr 1931 wurden 4808 Autos verkauft.
Im Januar 1932 verkauften die Inhaber das Unternehmen an den Motorenhersteller Continental Motors Corporation. Möglicherweise änderte sich die Firmierung in Continental-De Vaux Company. Der Markenname blieb offiziell De Vaux. Gelegentlich wurden die Fahrzeuge auch De Vaux Continental oder Continental De Vaux genannt. Der letztgenannte Name, wohlgemerkt ohne Bindestrich, der auch in einer Anzeige für das Modelljahr 1932 auftaucht, ist ein Hinweis darauf, dass es ein De Vaux von Continental war.
Nachfolgeunternehmen wurde Ende 1932 Continental Automobile Company.

## Fahrzeuge
Die Fahrzeuge basierten auf den 1930er-Automobilen von Durant Motors. Die Karosserien kamen von der Hayes-Ionia Company in Grand Rapids. Alle Modelle hatten seitengesteuerte Sechszylindermotoren. Beim Modell 6/70 kam er aus eigener Fertigung und beim 6/80 von der Continental Motors Company.
Es wurden je zwei Coupés und zwei Limousinen, sowie ein Phaeton, zum Preis von 595 bis 795 US-Dollar angeboten.

## Modelle
| Modell | Bauzeitraum    | Zylinder | Motor       | Leistung       | Radstand | Aufbauten                                           |
| ------ | -------------- | -------- | ----------- | -------------- | -------- | --------------------------------------------------- |
| 6/70   | 4.1931-1.1932  | 6 Reihe  | Hall-Scott  | 70 bhp (51 kW) | 2870 mm  | Coupé 2 Türen, Limousine 4 Türen, Phaeton 4 Türen   |
| 6/80   | 1.1932-10.1932 | 6 Reihe  | Continental | 80 bhp (59 kW) | 2870 mm  | Cabriolet 2 Türen, Coupé 2 Türen, Limousine 4 Türen |